# Haemophilus parasuis
Haemophilus parasuis es una bacteria Gram negativa que coloniza las vías aéreas superiores del cerdo y que, en ciertas circunstancias, puede provocar la enfermedad de Glässer.